# Filippa Arrias
Hanna Filippa Kristin Arrias, född 10 maj 1971 i Göteborg, är en svensk målare.
Filippa Arrias utbildade sig på Nordiska konstskolan i Karleby 1990–1991 och på Kungliga Konsthögskolan i Stockholm 1991–1994 och 1996–1998. Parallellt med sitt eget arbete undervisar Filippa Arrias på Kungliga Konsthögskolan i Stockholm.

## Separata utställningar i urval
- 2011–2012 – Galleri Thomas Wallner, Simrishamn
- 2007 – "Elvis has left the building", Kabusa Konsthall
- 2006 – "dazwischen" Kunstlerhaus Bethanien, Berlin, Studio 4
- 2005 – Galleri Argo
- 2005 – Konsthallen i Hishult
- 2004 – Galleri 1
- 2003 – Millesgården, Lidingö, Stockholm
- 2003 – Galleri Mariann Ahnlund, Umeå
- 2002 – Falbygdens museum
- 2002 – Jönköpings Konsthall
- 2001 – Galleri Argo, Stockholm
- 2000 – Mälarsjukhusets konstförening, Eskilstuna
- 1999 – Nordens ljus , Stockholm
- 1998 – Galleri Mejan, KKH, Stockholm
- 1998 – "Ansikte mot Ansikte", Hishults Konsthall
- 1995 – Galleri Härja, Tidaholm